# Episodi di Un genio in famiglia (terza stagione)
La terza stagione della serie televisiva Un genio in famiglia è stata trasmessa in anteprima negli Stati Uniti d'America da The WB tra il 20 settembre 1998 e il 16 maggio 1999.
| nº | Titolo originale            | Titolo italiano | Prima TV USA      | Prima TV Italia |
| -- | --------------------------- | --------------- | ----------------- | --------------- |
| 1  | She Got Game                |                 | 20 settembre 1998 |                 |
| 2  | Achy Breaky Heart           |                 | 27 settembre 1998 |                 |
| 3  | Love Bug                    |                 | 4 ottobre 1998    |                 |
| 4  | Henderson House Party       |                 | 11 ottobre 1998   |                 |
| 5  | That's My Momma             |                 | 18 ottobre 1998   |                 |
| 6  | Beating Is Fundamental      |                 | 25 ottobre 1998   |                 |
| 7  | T.A. or Not T.A.            |                 | 1º novembre 1998  |                 |
| 8  | Boomerang                   |                 | 8 novembre 1998   |                 |
| 9  | Get a Job                   |                 | 15 novembre 1998  |                 |
| 10 | A Date with Destiny         |                 | 22 novembre 1998  |                 |
| 11 | Break Up Not to Make Up     |                 | 29 novembre 1998  |                 |
| 12 | Diary of a Mad Schoolgirl   |                 | 13 dicembre 1998  |                 |
| 13 | Perchance to Dream          |                 | 10 gennaio 1999   |                 |
| 14 | From A to Double D          |                 | 17 gennaio 1999   |                 |
| 15 | Can't Buy Me Love           |                 | 24 gennaio 1999   |                 |
| 16 | It Takes Two                |                 | 7 febbraio 1999   |                 |
| 17 | I Was a Teenage Sports Wife |                 | 14 febbraio 1999  |                 |
| 18 | Crushed                     |                 | 21 febbraio 1999  |                 |
| 19 | Cross Talk                  |                 | 1º aprile 1999    |                 |
| 20 | The Soda Wars               |                 | 2 maggio 1999     |                 |
| 21 | The Graduate?               |                 | 9 maggio 1999     |                 |
| 22 | Never Too Young             |                 | 16 maggio 1999    |                 |